# Cylindropuntia leptocaulis
Cylindropuntia leptocaulis là một loài thực vật có hoa trong họ Cactaceae. Loài này được (DC.) F.M.Knuth mô tả khoa học đầu tiên năm 1935.

## Hình ảnh

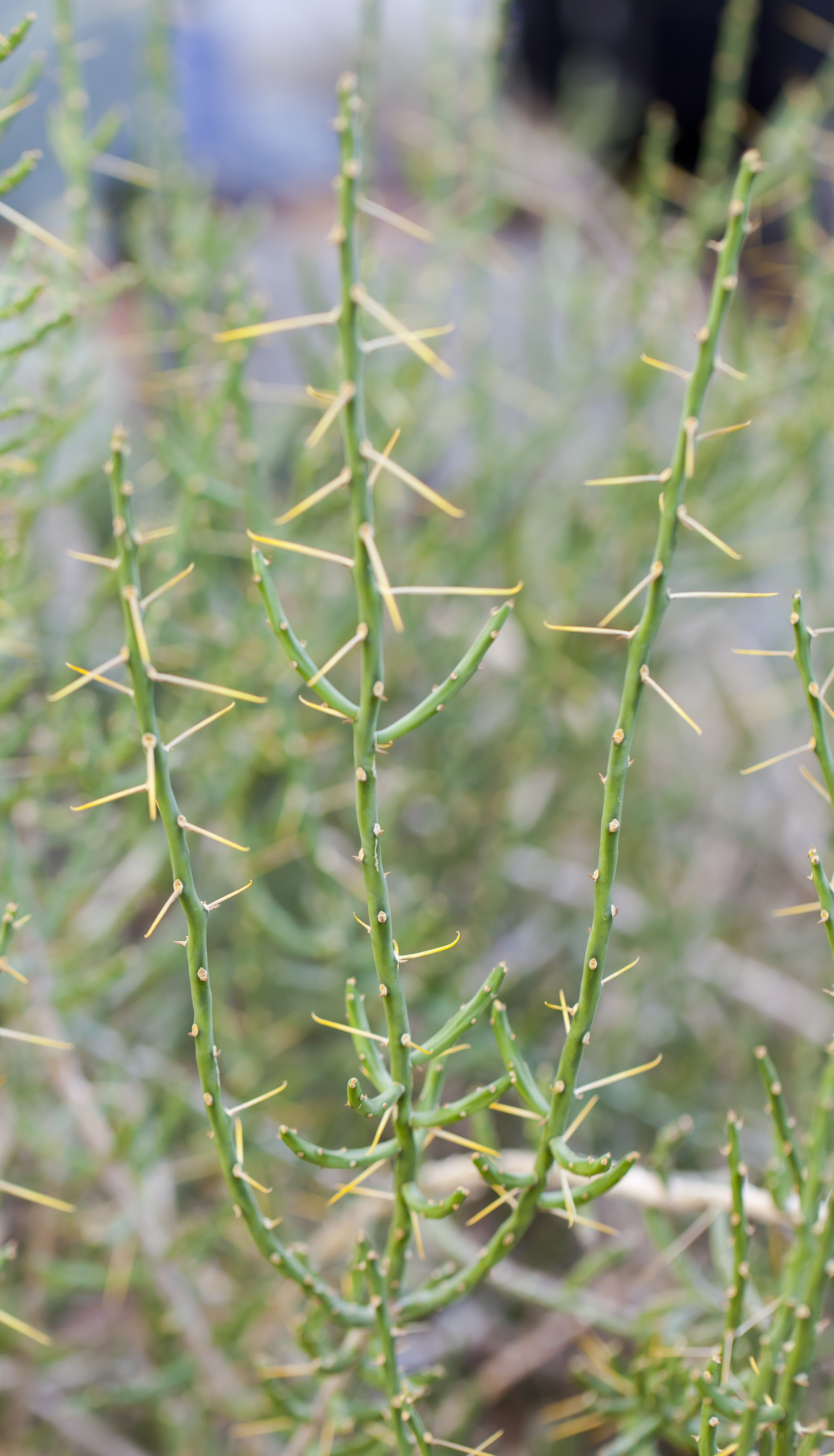
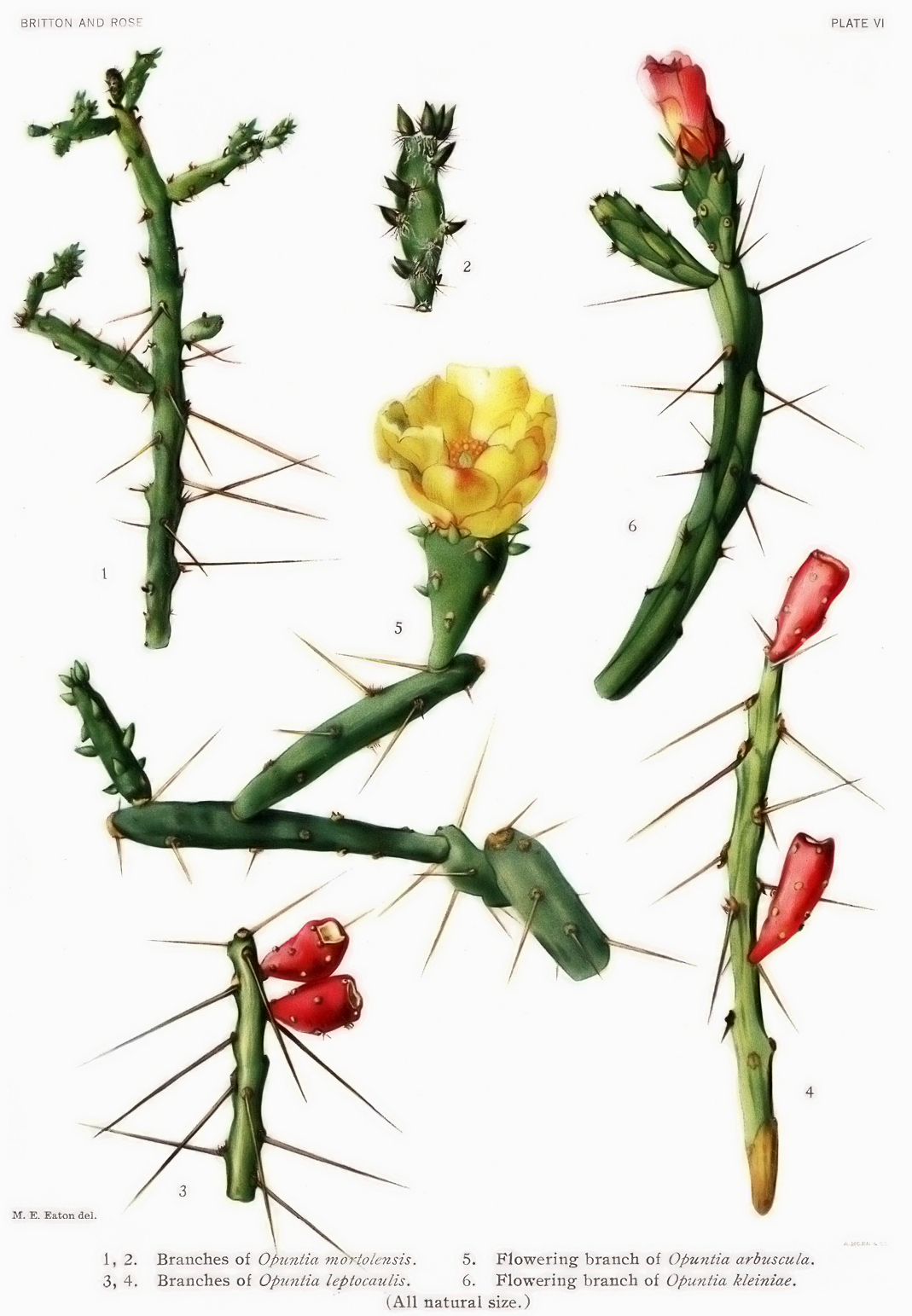
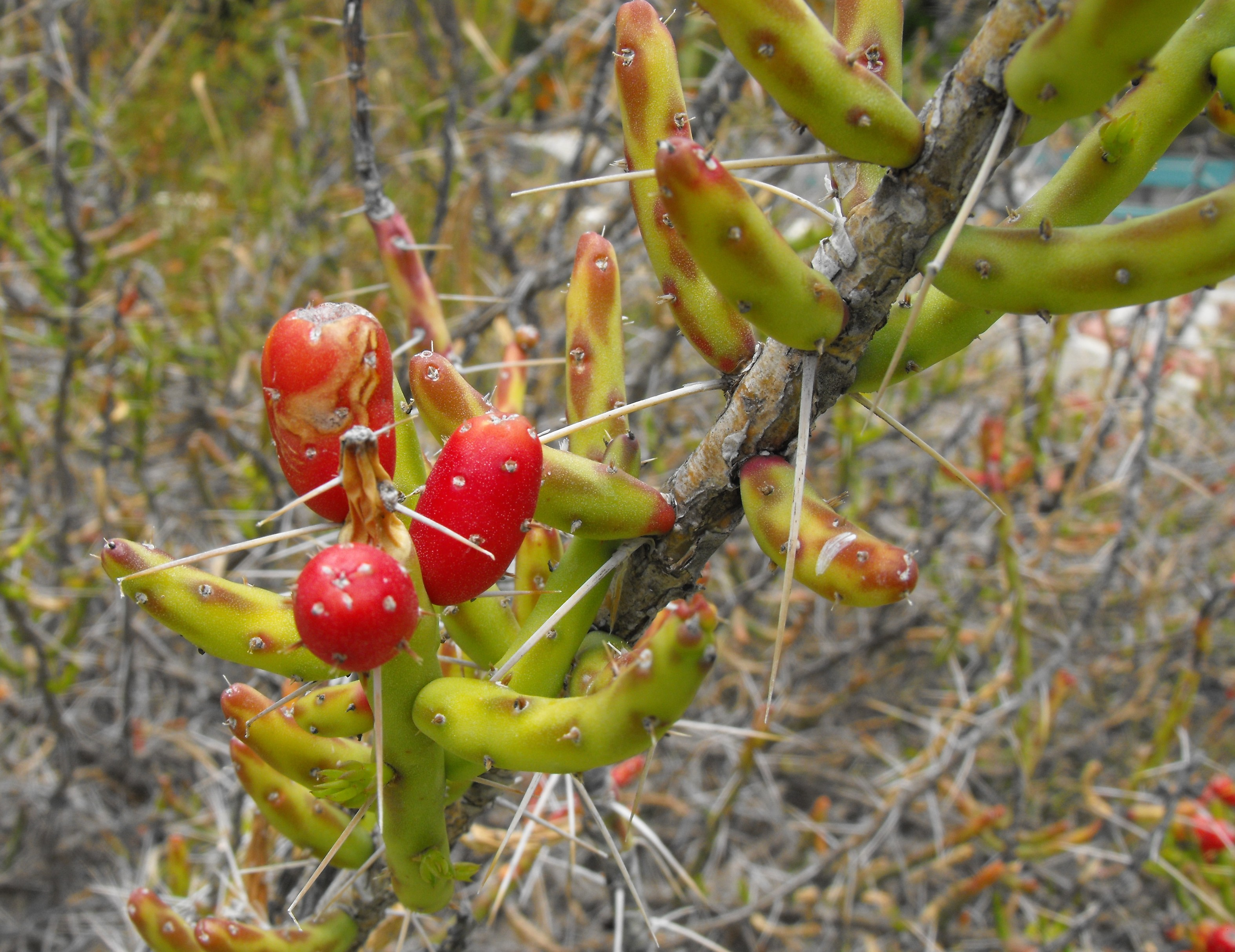
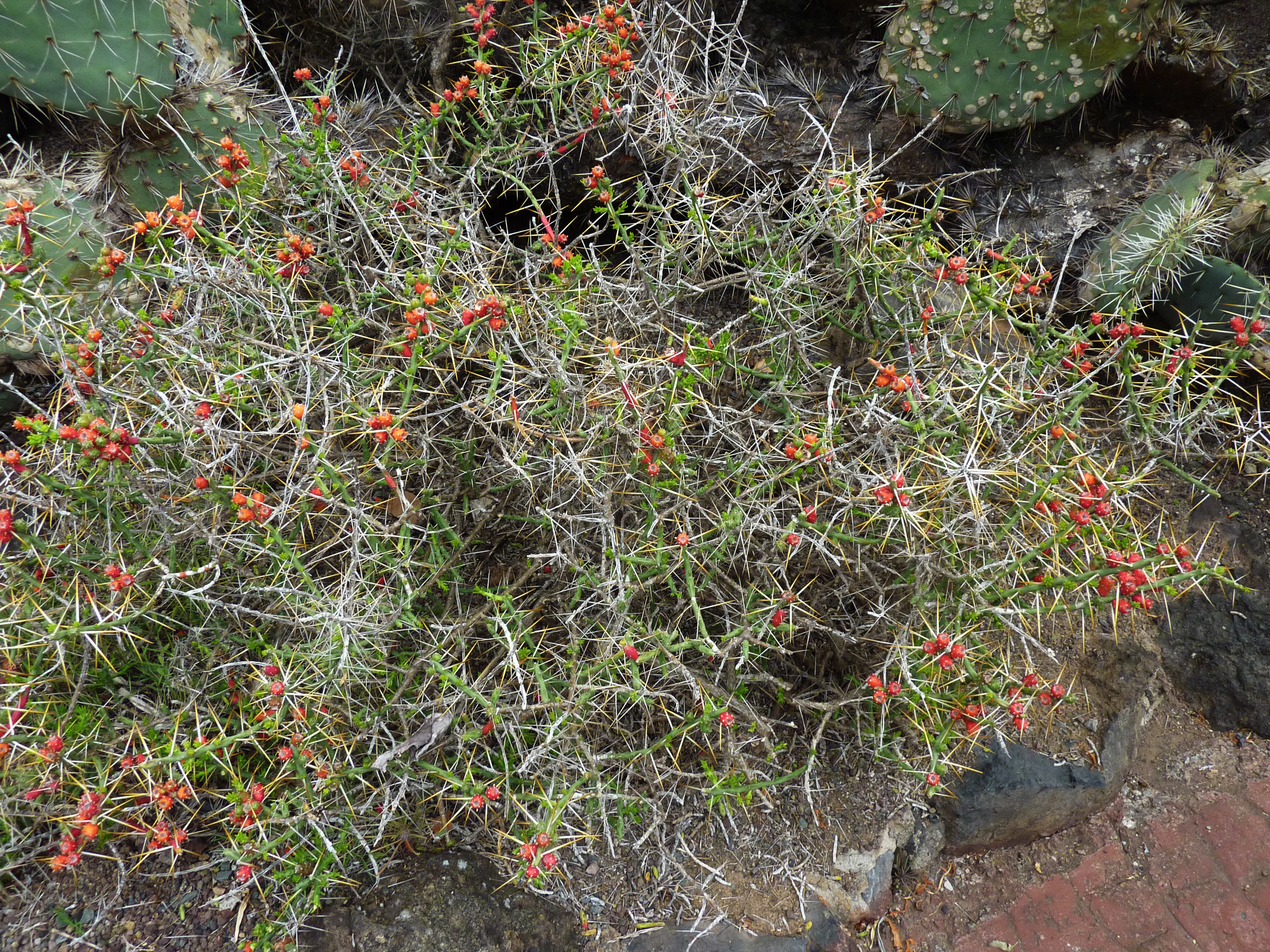